# Communication améliorée et alternative
Ne doit pas être confondu avec Communication facilitée.
Pour les articles homonymes, voir CAA.

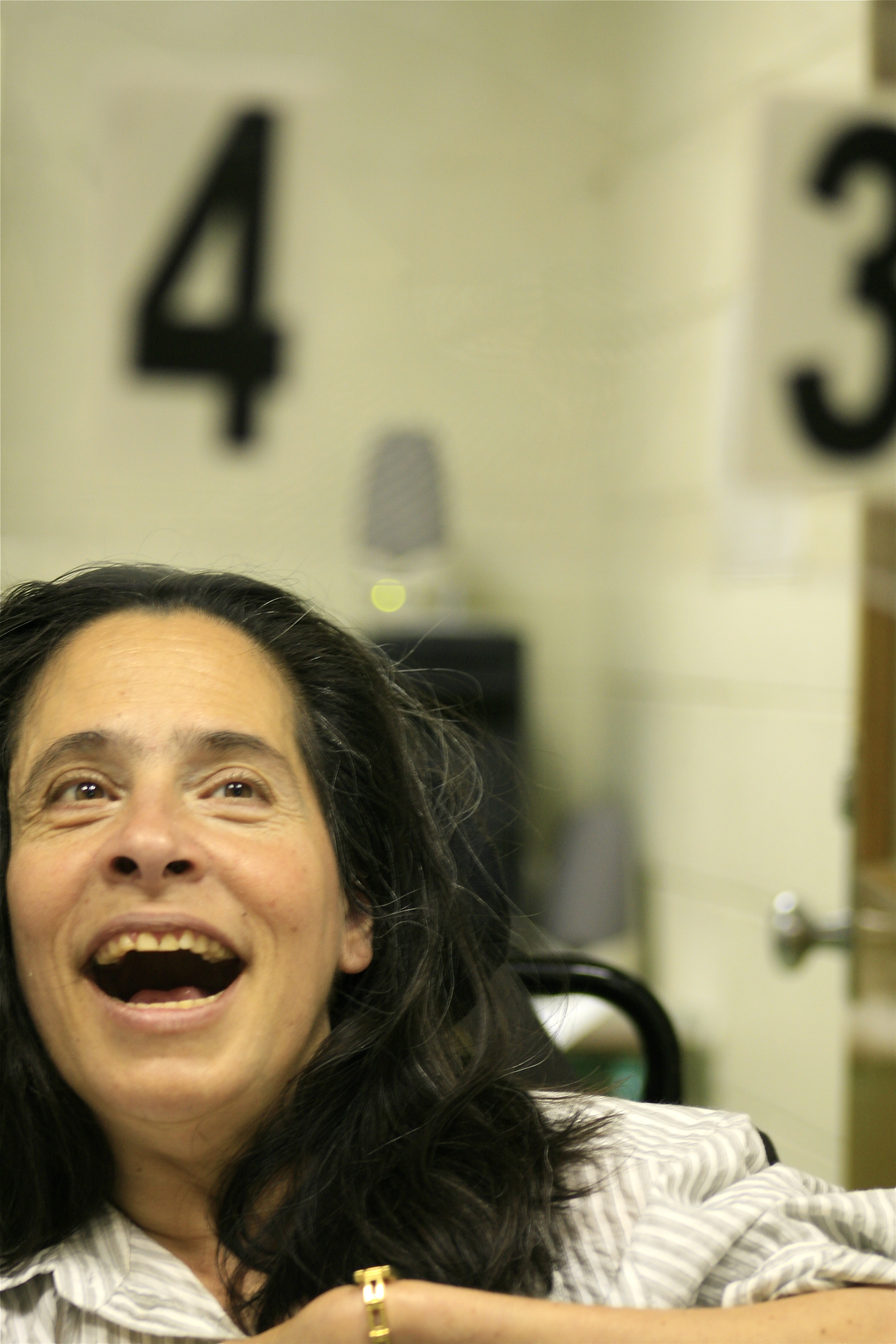
Utilisatrice d'un système de communication alternative par balayage visuel, indiquant par le regard une série de chiffres sur un tableau afin de former un mot.

La communication améliorée et alternative (CAA) est un terme générique qui englobe les méthodes de communication utilisées pour compléter ou remplacer la parole ou l'écriture pour les personnes ayant une déficience dans la production ou la compréhension du langage. La CAA est utilisée par des personnes présentant un large éventail de troubles de la parole et du langage, y compris des déficiences congénitales telles que la paralysie cérébrale, la déficience intellectuelle et l'autisme, ou des troubles acquis tels que la sclérose latérale amyotrophique la maladie de Parkinson, ou des aphasies consécutives à des accidents vasculaires cérébraux. La CAA peut être utilisée à titre permanent ou temporaire.
L'utilisation de la CAA commence dans les années 1950 avec des systèmes pour ceux qui ont perdu la capacité de parler après une intervention chirurgicale. Au cours des années 1960 et 1970, a lieu un engagement croissant en Occident pour l'intégration des personnes handicapées dans la société en général et le développement des compétences requises pour l'autonomie, en conséquence de quoi l'utilisation de la langue des signes et de la communication par symboles graphiques (pictogrammes) augmente considérablement. Il faut attendre les années 1980 pour que la CAA commence à émerger comme un domaine à part entière. Les progrès rapides de la technologie, y compris les micro-ordinateurs, les tablettes tactiles et la synthèse vocale, ouvrent la voie à des dispositifs de communication avec sortie vocale et de multiples options pour l'accès à la communication pour les personnes ayant un handicap physique.
Les systèmes de communication alternative sont variés : la communication sans assistance n'utilise pas d'équipements, et inclut la langue des signes, la communication non verbale, alors que la communication assistée utilise des outils externes, depuis des séries de photos et des tableaux de communication jusqu'à des systèmes de synthèse vocale. Les symboles utilisés en CAA peuvent être des gestes, des photographies, des dessins, des lettres et des mots, qui peuvent être utilisés seuls ou en combinaison. Des parties du corps, des pointeurs, des souris adaptées, ou le suivi des yeux peuvent être utilisés pour sélectionner directement des symboles cibles, et des techniques d'accès aux scanner sont souvent utilisés pour la sélection indirecte. La génération du message est généralement beaucoup plus lente que lors de la communication orale, et des techniques d'amélioration du taux de réponse peuvent être utilisées en complément pour réduire le nombre de sélections nécessaires. Ces techniques comprennent des outils « prédictifs », grâce auxquels l'utilisateur se voit proposer des suggestions pour les mots ou expressions qu'il est en train de composer, et des « codages », grâce auxquels des messages plus longs sont récupérés à l'aide d'un code préenregistré.
L'évaluation des capacités d'un utilisateur et ses besoins en communication améliorée et alternative nécessitent un bilan moteur, visuel, cognitif, ainsi qu’une évaluation de ses forces et faiblesses en matière de langage et de communication. L'évaluation nécessite la collaboration des membres de la famille, notamment en cas d'intervention précoce. Il est nécessaire de centrer l’approche sur la famille en respectant ses particularités ethniques et ses croyances. Des études démontrent que l'utilisation de la CAA n’entrave pas le développement de la parole, et peut conduire à une augmentation de la production orale. Les utilisateurs qui ont grandi en utilisant la CAA font preuve d’un niveau satisfaisant en matière relationnelle et d’activité quotidienne, mais ils peuvent avoir un faible niveau d’alphabétisation et ont une faible probabilité d’avoir un emploi.

## Objet
La communication améliorée et alternative est utilisée par des individus pour compenser de graves déficiences communicationnelles, qu’il s’agisse de l'expression ou de la compréhension du langage oral ou écrit. Les personnes utilisant la CAA incluent celles atteintes de diverses maladies congénitales comme la paralysie cérébrale, l'autisme, la déficience intellectuelle, ou acquises telles que la sclérose latérale amyotrophique, les lésions cérébrales traumatiques et l'aphasie. La prévalence des cas d’utilisation rencontrés dans les études sur le handicap varie selon les pays et l'âge des personnes handicapées interrogées, mais typiquement on considère qu’entre 0,1 à 1,5 % de la population présente de telles déficiences de langage et qu’elles ont de la difficulté à se faire comprendre, et qu'elles pourraient donc bénéficier de la CAA. On estime que 0,05 % des enfants et adolescents auraient besoin d’outils de haute technologie de la CAA. Des films primés tels que My Left Foot et Le Scaphandre et le papillon, basés sur des livres écrits par des utilisateurs de la CAA, respectivement Brown Christy, victime de paralysie spasmodique et Jean-Dominique Bauby, atteint du Syndrome d'enfermement, ont permis de faire connaitre à un plus large public les conditions de vie de ce type d’utilisateur,,.
La CAA a été dénommée à l'origine « augmentative communication »  en anglais (« suppléance à la communication ») ce terme servait à indiquer que de tels systèmes de communication étaient conçus pour compléter la parole naturelle plutôt que pour la remplacer. L'ajout de la notion de « alternative » vint plus tard, quand il devint évident que, pour certaines personnes, des systèmes non-vocaux étaient leur seul moyen de communication possible. Les utilisateurs recourent généralement à un éventail de stratégies de communication assistée et spontanée, selon les partenaires de la communication et du contexte.
La communication améliorée et alternative est l'un des éléments de communication définis par l'article 2 de la Convention relative aux droits des personnes handicapées, aux côtés des langues, de l'affichage de texte, du braille, de la communication tactile, de l'utilisation de gros caractères et des technologies de l'information et de la communication accessibles.

## Formes de la CAA

### CAA sans assistance technique

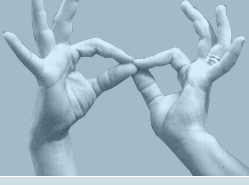
Représentation du mot «interprète» en langue des signes québécoise

Les systèmes de CAA sans assistance technique sont ceux qui ne nécessitent pas d’outil externe. Ils comprennent notamment l'expression du visage, les vocalisations, les gestes, les langues des signes et autres systèmes de signes,. Les vocalisations informelles et des mouvements comme le langage corporel et les expressions faciales font partie de la communication naturelle, et ces signaux peuvent être utilisés par les personnes handicapées profondes.
Il existe des codes gestuels plus formalisés qui comblent l’absence de structuration de la communication spontanée. Par exemple, le code Amer-Ind est basé sur la langue des signes des Indiens des Plaines ; il a été utilisé avec des enfants souffrant de handicaps profonds, et des adultes présentant une grande variété de diagnostics, y compris la démence, l'aphasie et la dysarthrie. Les avantages des gestes et de la pantomime est qu'ils sont toujours disponibles pour l'utilisateur, généralement compris par un interlocuteur avisé, et constituent des moyens efficaces de communication.
En revanche, les langues des signes ont une base linguistique qui permet l'expression d'un nombre illimité de messages. Il existe deux approches sur la façon de « signer » : la première consiste à coder une langue existante, la seconde constitue une langue à part entière. Signing Exact English (Langue des signes en anglais exact) peut être considérée comme l'exemple le plus largement utilisé de la première et la langue des signes américaine comme un exemple classique de la seconde. « Signer » est utilisé seul ou en conjonction avec la parole pour soutenir la communication avec des personnes ayant une variété des troubles. Les formes précises des mains et les mouvements de signe et le geste exigent que l’utilisateur dispose de suffisamment de motricité fine et de capacités de planification motrice. Les langues des signes exigeant une coordination motrice plus fine, elles sont moins transparentes que les codes gestuels tels que l'Amer-Ind ; ce facteur limite le nombre de personnes capables de comprendre sans formation les messages émis,,.

### CAA techniquement assistée

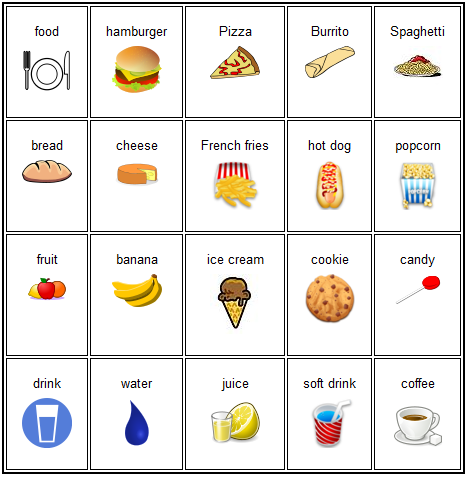
Exemple d'aide basse technologie : carte de communication, montrant différentes catégories d'aliments.

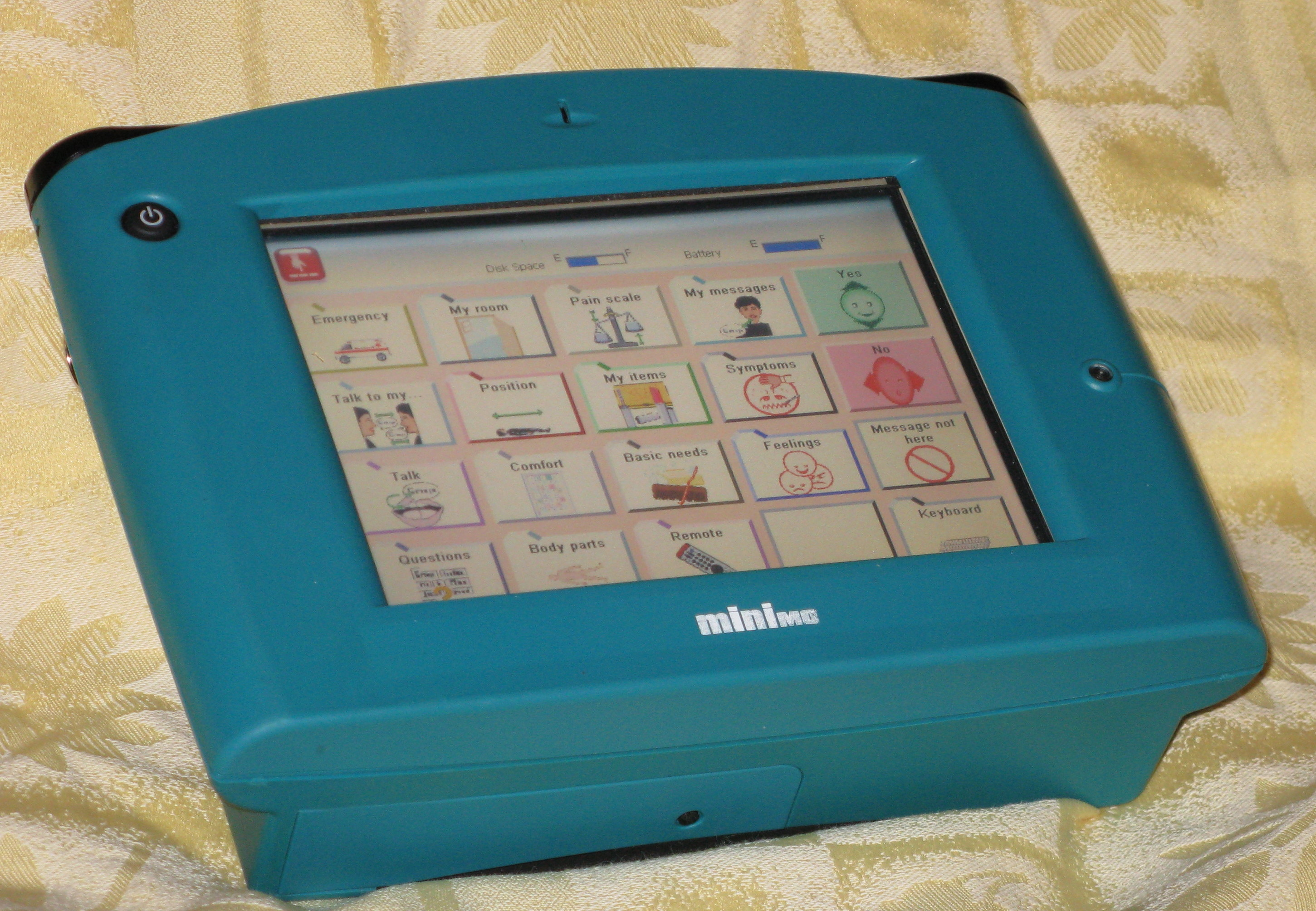
Exemple d'aide haute technologie : dispositif de génération de discours, avec affichage en grille des catégories disponibles

Une aide technique à la CAA est un dispositif, qu’il soit électronique ou non, utilisé pour transmettre ou recevoir des messages. Il en existe une large gamme, depuis les livres de communication jusqu’aux systèmes générateurs de synthèse vocale. Compte tenu de la grande variété des compétences, des difficultés et des besoins de communication des utilisateurs de CAA, il est nécessaire d’avoir une gamme tout aussi variée de supports et de systèmes de communication.

#### Basses technologies
Les aides à la communication basse technologie ou low-tech sont définies comme n'ayant pas besoin de piles, d’électricité ou d'électronique. Ce sont souvent des cartes de communication très simples ou des livres, à partir desquels l'utilisateur sélectionne des lettres, des mots, des phrases, des images et/ou des symboles pour communiquer un message. Selon leurs capacités physiques et leurs limites, les utilisateurs peuvent indiquer le message approprié avec une partie du corps, un pointeur lumineux, la direction du regard, ou encore grâce à une baguette frontale ou pilotée par la bouche. Ils peuvent aussi indiquer « oui » ou « non » alors qu'un auditeur parcourt les options possibles.

#### High-tech
Les aides High-tech en CAA permettent le stockage et la récupération de messages électroniques, la plupart permettant à l'utilisateur de communiquer en utilisant la synthèse vocale. De tels dispositifs sont connus en tant que « speech generating devices «  (SGD - dispositifs générateurs de parole) ou de voice output communication aids (VOCA - aide à la communication par sortie vocale). Les émissions d'un tel dispositif ou périphérique peuvent être numérisées et/ou de synthèse : les systèmes numérisés restituent des mots ou des phrases généralement plus intelligibles, tandis que les discours synthétisés, qui font appel à des logiciels de conversion du texte en discours oral, peuvent être plus durs à comprendre, mais ils permettent à l'utilisateur d'épeler des mots et d’émettre de nouveaux messages,.
Les systèmes high-tech peuvent être des dispositifs dédiés, mis au point uniquement pour la CAA, ou des systèmes génériques, comme c’est le cas de ceux qui nécessitent un logiciel additif pour leur permettre de fonctionner en tant que dispositifs de CAA,. Ils peuvent être statiques ou dynamiques. Les appareils de communication statiques sont dotés de piles de feuilles de papier présentant chacune des symboles de positions fixes, les feuilles de papier étant changées manuellement. Pour augmenter le vocabulaire disponible, certains dispositifs statiques disposent de plusieurs niveaux, avec des mots différents apparaissant à chacun de ces niveaux. Sur les dispositifs de CAA dynamiques, l'utilisateur peut modifier les symboles disponibles en utilisant des liens pour naviguer vers les pages de vocabulaire et de messages appropriées,.
Les appareils de haute technologie varient en fonction de leur mémoire (et donc de la quantité d'informations qu'ils peuvent stocker), ainsi que leur taille, leur poids et donc leur portabilité. Les méthodes d'accès dépendent des capacités de l'utilisateur, et peuvent inclure l'utilisation de la sélection directe des symboles sur l'écran ou le clavier avec une partie du corps, un pointeur, une souris adaptée ou une manette de jeu ; la sélection indirecte utilise des balayages par scanner, et des choix par commutateurs,. Les appareils avec sortie vocale offrent à leurs utilisateurs de plus grandes capacités de communication, avec l'avantage de pouvoir communiquer y compris avec des interlocuteurs situés à distance. Cependant, ils exigent habituellement d’être programmés et ont tendance à ne pas être fiables. Pour cette raison, il est conseillé de prévoir des systèmes de remplacement de type basse technologie, en cas de panne,,.

## Symboles

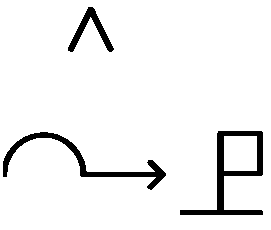
Ce symbole (Blissymbole) représente le mot « gouverner ». Le V" inversé indique que le symbole est un verbe.

Les symboles utilisés sur les systèmes de CAA de haute et de basse technologie peuvent être de type graphique, sonore, gestuelle ou texturaux, afin de représenter des objets, des actions et des concepts. Pour les utilisateurs ayant des compétences en lecture/écriture, les deux types d’appareils à faible et haute technologie peuvent utiliser des symboles basés sur l’alphabet : lettres isolées, mots entiers ou des parties de celui-ci. Avec des systèmes basse technologie, l’interlocuteur doit interpréter les symboles choisis alors qu’un système haute-technologie est capable de restituer à voix haute le message créé. Plusieurs jeux de symboles graphiques de grande taille ont été développés ; il s'agit notamment des symboles Bliss, qui possèdent des caractéristiques linguistiques telles qu’indicateurs grammaticaux et ceux, plus idéographiques de marque Picture Communication Symbols (PCS), qui ne présentent pas ces indices grammaticaux,. Les symboles tactiles sont des objets texturés, des objets réels ou des parties d'objets réels, qui sont utilisés comme symboles de communication en particulier pour les personnes ayant une déficience visuelle et/ou d'importantes déficiences intellectuelles,. Les symboles auditifs tels qu'une sélection de mots oralisés ou le code Morse peuvent également être intégrés dans l’assistance technique pour les personnes malvoyantes,,.
Le choix des symboles et des aspects de leur présentation, comme la taille et le fond, dépendent des préférences de l’utilisateur, mais aussi de ses compétences linguistiques, visuelles et cognitives,,.
Les progrès technologiques ont considérablement amélioré les modes de sélection disponibles pour les personnes ayant une déficience de communication. En « sélection directe », la sélection se fait en pointant sur le symbole désiré, grâce à un doigt ou un pointeur de substitution, comme le regard, une baguette frontale, une souris contrôlée par la tête ou le regard. Pour pallier des difficultés de contrôle moteur, certains utilisateurs utilisent des stratégies d'activation alternatives ; par exemple, dans le cas de l’« activation temporisée », l'utilisateur conserve la sélection du symbole pour une période de temps prédéterminée jusqu'à ce qu'il soit reconnu par le système. Avec l'« activation par abandon », la sélection de l'option ne se fait que lorsque la personne abandonne le contact avec l'écran.
L’activation directe d'un système de CAA est généralement le premier mode d'accès choisi, car il est plus rapide et plus facile sur le plan cognitif. Ceux qui sont incapables d’y recourir peuvent utiliser la sélection indirecte ou « par balayage ». Dans cette méthode, les éléments affichés pour la sélection sont « balayés » tout à tour, le balayage pouvant être visuel, avec mise en évidence des symboles par éclairage, surbrillance, et/ou encadrement, ou encore auditifs, que les sons proviennent de l’interlocuteur ou d’un système d’aide technologique. Lorsque le message désiré est atteint, l'utilisateur indique son choix en utilisant une technique de sélection alternative comme un commutateur, une vocalisation ou un geste,.

## Modes d'accès et de sélection

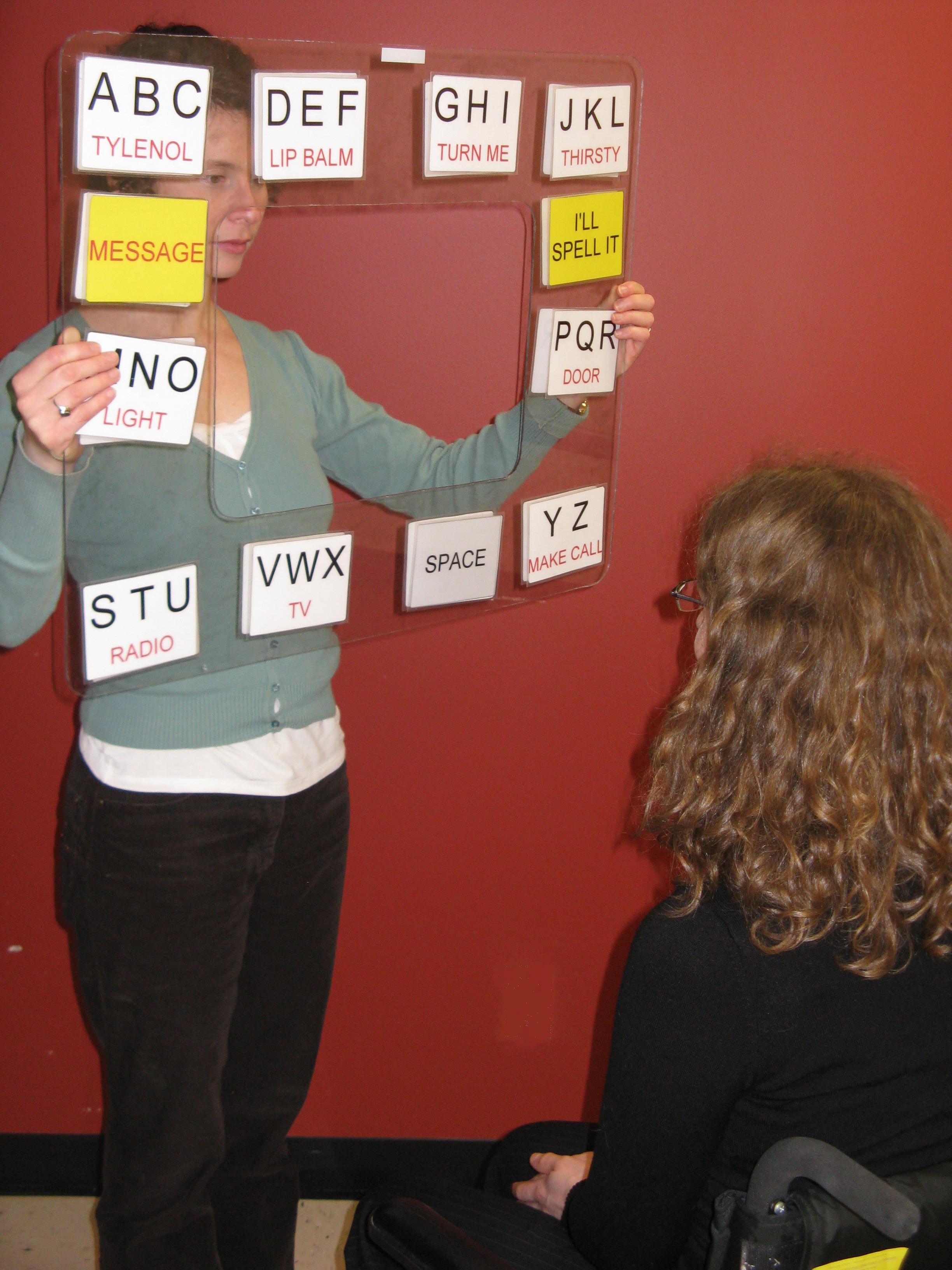
Un sujet utilise la direction du regard pour indiquer ses choix sur un support de communication transparent à base de lettres. Il s'agit d'une forme de « Sélection directe ».

Il existe différents modes d’accès par balayage : en « balayage circulaire », les éléments sont affichés dans un cercle et ensuite mis en évidence un par un. Ce mode de balayage est souvent proposé en premier aux enfants ou aux utilisateurs débutants, car il est le plus facile à comprendre. Dans le « balayage linéaire », les symboles sont organisés en rangées et sont balayés un par un jusqu'à ce que le choix soit fait. Bien que plus exigeant que le balayage circulaire, il est encore facile à apprendre. Enfin, dans le « balayage par groupe d’articles », les éléments sont regroupés et les groupes analysés successivement. Une fois qu'un groupe particulier est sélectionné, les éléments du groupe sont analysés. L'une des stratégies les plus courantes de balayage de groupe est un balayage par ligne et par colonne, où chaque ligne forme un groupe. Les lignes d'articles sont balayées et quand une ligne est sélectionnée, les éléments de la ligne sont analysés un à un jusqu'à ce qu’un message soit sélectionné.
En sus de ces modes d’accès, il existe trois principales techniques de contrôle de sélection de balayage. En mode « balayage automatique », l'analyse se déroule à une vitesse et selon un schéma prédéterminé, jusqu'à ce que l'utilisateur sélectionne un élément. En mode « balayage inverse », le commutateur est maintenu enfoncé pour faire avancer l'analyse, et relâché pour choisir l'item désiré. En mode « balayage par étape », l'utilisateur actionne un interrupteur pour déplacer l'indicateur au sein des articles, et un autre commutateur pour sélectionner l'élément souhaité.

Exemple de sélection par balayage circulaire : le curseur reste orange indiquant que l'utilisateur n'a désigné aucun des symboles proposés.
Exemple de sélection par balayage linéaire : lorsqu'une lettre est sélectionnée par l'utilisateur (en vert), elle est retenue pour forer un mot, ici le mot anglais « CAT ».
Exemple de sélection par balayage de groupes d'articles, ici des lettres. L'utilisateur choisit tout d'abord une ligne de sélection (en vert) puis une lettre au sein de cette ligne (en vert) et compose le mot « CAT ».

## Organisation du vocabulaire

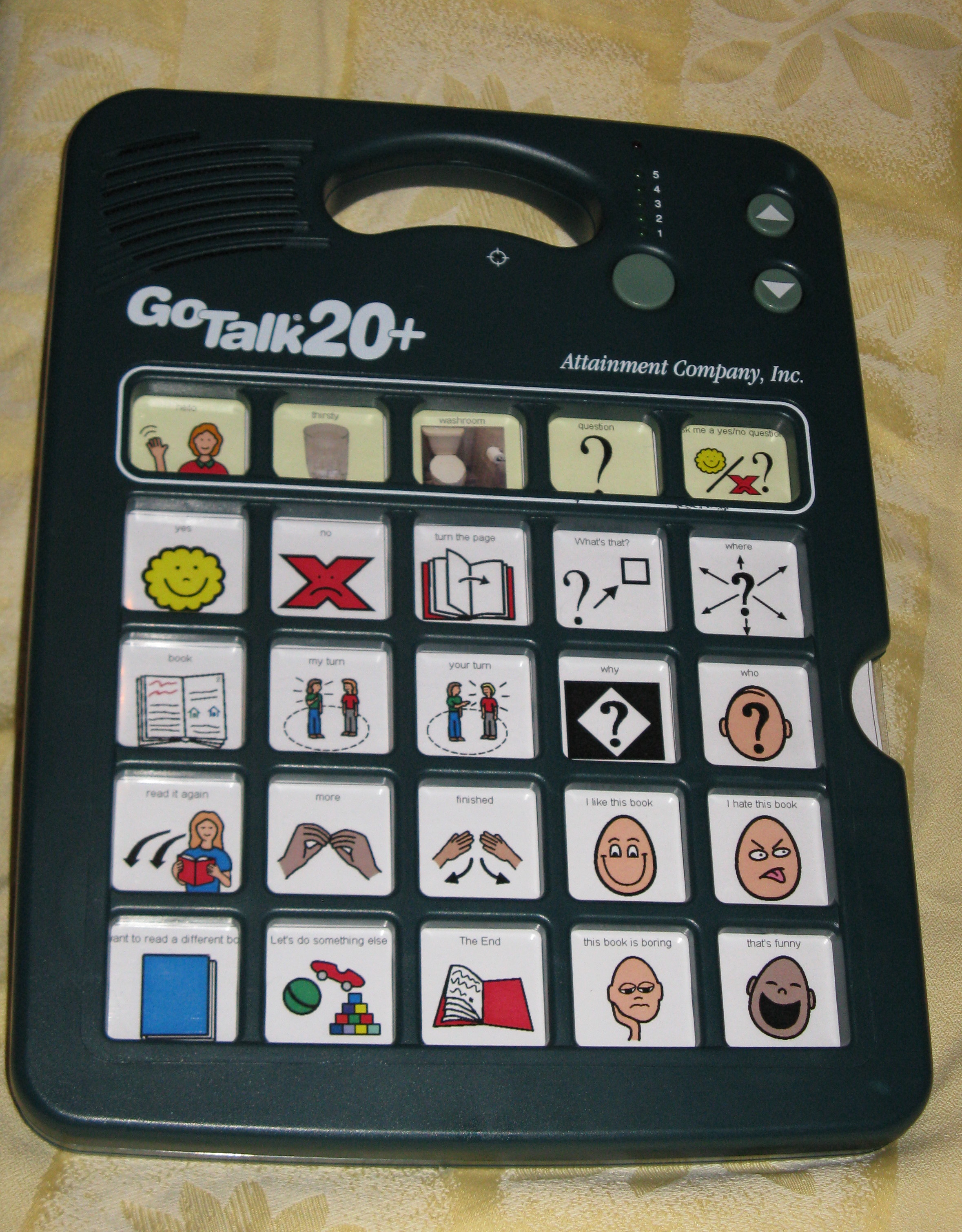
Gotalk : système statique numérisé de communication vocale à haut-parleurs, s'appuyant sur un livret de lecture (ici, vocabulaire classé par activités).

Par organisation du vocabulaire, il est fait référence à la façon dont les images, les mots, ou les phrases sont affichés sur le système de communication. D'une façon générale, l'objectif est de faciliter une communication efficiente et efficace, surtout lorsque le système de CAA utilisé contient un grand nombre de symboles.
Les livrets et autres dispositifs de communication sont souvent présentés sous forme de grille. Les éléments de vocabulaire qui y sont affichés peuvent être classés par ordre des mots, par fréquence d'utilisation ou par catégories. Dans l'organisation par « clés de Fitzgerald », les symboles des différentes classes sémantiques et syntaxiques sont organisés en groupes de gauche à droite afin de faciliter la construction des phrases. La recherche ayant montré que les enfants et les adultes utilisent fréquemment un petit corpus de mots,, dans une organisation de type vocabulaire de base - vocabulaire étendu, les mots et les messages les plus utilisés apparaissent en page principale. Le vocabulaire étendu, soit les mots et les messages plus rarement utilisés ou qui sont spécifiques à une personne, apparaissent sur des pages secondaires. Les symboles peuvent également être organisés par catégories, qui regroupent alors ensemble des personnes, des lieux, des sentiments, des aliments, des boissons, et des mots d'action. Une autre forme d'organisation des grilles regroupe le vocabulaire en fonction d’activités spécifiques. Chaque écran contient certains symboles représentant des personnes, des lieux, des objets, des sentiments, des actions ou autres items pertinents propres au vocabulaire utilisé dans une activité ou une routine donnée.

## Stratégies d'amélioration des taux de réponse
La communication améliorée et alternative est généralement beaucoup plus lente que la parole, les utilisateurs produisant généralement de 8 à 10 mots par minute. Des stratégies d'amélioration du taux de réponse peuvent augmenter le nombre de mots produits à 12-15 mots par minute, et par la suite améliorer l'efficacité de la communication. Il y a deux options principales pour augmenter la vitesse de communication : l’encodage et la prédiction.
L’encodage est une technique permettant à un utilisateur de CAA de produire un mot entier, phrase ou expression en utilisant seulement une ou deux activations de son système de CAA. Dans le codage numérique, alphanumérique, et alphabétique (également connu sous le terme d’expansion des abréviations), les mots et les phrases sont codés par des séquences de lettres et de chiffres. Par exemple, le code «HH» peut ramener « Bonjour, comment vas-tu? ». Dans les stratégies d'encodage d’images, tels que le compactage sémantique, des images (pictogrammes) sont combinées en une séquence pour produire des mots ou des phrases.
La prédiction est une stratégie d'amélioration de vitesse dans laquelle le dispositif tente de prédire la lettre, le mot ou la phrase en cours d'écriture par l'utilisateur. L'utilisateur peut alors sélectionner le bon pronostic sans avoir à écrire le mot entier. Les logiciels de prédiction de mots peuvent déterminer les mots à prédire en fonction de leur fréquence dans la langue, de leur association avec d'autres mots, des choix passés de l'utilisateur, ou de la cohérence grammaticale,.

## Évaluation et mise en œuvre d'un système de CAA
Une évaluation des capacités de l'utilisateur, de ses limites et de ses besoins de communication est nécessaire pour sélectionner les techniques d'AAC appropriées. Le but de cette évaluation est d'identifier des approches de CAA potentielles qui peuvent combler les écarts entre son niveau de communication actuel, et ses besoins actuels ou futurs. Les évaluations préalables en matière de communication assistée sont souvent menées par des équipes spécialisées transverses qui peuvent inclure un orthophoniste, un ergothérapeute, un spécialiste de la réadaptation, un physiothérapeute, un travailleur social et un médecin,. Les utilisateurs, les membres de la famille et les enseignants sont également des membres clés de l'équipe de décision,. Une sensibilité à la diversité culturelle et le respect de ses différentes valeurs contribue à l'adhésion de la famille et à la sélection du système le plus approprié. Pour les membres de certains groupes culturels en effet, l'utilisation d'un dispositif de CAA augmente la visibilité du handicap et est donc considéré comme stigmatisante.
Les capacités motrices de l'utilisateur, ses compétences et ses besoins de communication, ses connaissances et sa vision sont évalués afin de déterminer l'outil le plus approprié de système de communication. Selon son état physique, des recommandations sur une méthode alternative d'accès, un changement de la façon de s'asseoir ou de se positionner, la mise en place de systèmes élévateurs, et/ou des adaptations des aides à la communication peuvent être nécessaires. Par exemple, une personne dont le bras serait sujet à des mouvements spasmodiques pourrait nécessiter la mise en place de « garde-corps », afin de limiter les accès non souhaités au haut du clavier ou de l'écran tactile. Les besoins et les capacités de la personne déterminent les symboles choisis et leur organisation, l'objectif étant que le système de communication puisse être utilisé aussi efficacement que possible dans des contextes différents, avec différents partenaires de communication, et à différentes fins sociales,.

## Résultats

### Production orale
Plusieurs études ont montré que l'utilisation de l'AAC n’entrave pas le développement du langage chez les individus atteints d'autisme ou de troubles du développement, et en fait peut donner lieu à l’observation de gains modestes,. Une revue de recherches faite en 2006, portant sur 23 études d'intervention en CAA a trouvé des gains dans la production de la parole dans 89 % des cas étudiés, le reste ne présentant aucune modification. Une revue d’études descriptive focalisée sur le Picture Exchange Communication System (PECS) a montré que plusieurs d’entre elles rapportent une augmentation de la production langagière, souvent pendant les phases les plus tardives, tandis qu'une seule note l’absence ou le caractère minime d’effet.
Les chercheurs émettent l'hypothèse que l'utilisation d'un dispositif de CAA soulagerait la pression d'avoir à parler, permettant à l'individu de se concentrer sur la communication, et que la réduction du stress psychologique rend plus facile la production de parole. D'autres spéculent que, dans le cas de systèmes de synthèse vocale, le modèle d’une sortie parlée conduit à une augmentation de la production de la parole.